# Chiesa di San Michele Arcangelo e Santa Rita
San Michele Arcangelo e Santa Rita è un edificio di culto cattolico sito a Milano in piazza Gabriele Rosa.

## Storia e descrizione
Fu realizzato in concezione novecentesca su progetto dell'architetto Felice Pasquè e consacrata il 28 settembre 1930 dall'allora arcivescovo di Milano, Alfredo Ildefonso Schuster, come chiesa del nuovo quartiere popolare Regina Elena ultimato nel 1928. È una chiesa parrocchiale del territorio del Decanato Vigentino dell'Arcidiocesi di Milano.
All'interno, conserva l'affresco della Madonna della Rosa in stile quattrocentesco, ereditata come il titolo e il patrimonio dall'antica chiesa di San Michele alla Chiusa, chiusa al culto nel 1927 e demolita qualche anno dopo per esigenze dettate dal piano regolatore.

## Organo a canne
Nell'abside si trova un organo a canne a trasmissione elettrica costruito nel 1962 dalla ditta F.lli Costamagna; vi sono due corpi d'organo nelle nicchie laterali alla base della cupola e uno sul pavimento dietro il tabernacolo; la consolle ha tre tastiere di 61 note ciascuna e pedaliera concavo-radiale di 32.